# Ann Colman
Ann Colman (* 8. April 1929 in Toronto als Ann Johnston; † 26. Mai 2022 ebenda) war eine kanadische Eiskunstläuferin.

## Biografie
Ann Colman besuchte in ihrer Jugend die Bishop Strachan School und absolvierte danach ein Bachelor-Studium in Moderner Geschichte am University of Trinity College.
Bereits im Alter von fünf Jahren begann Colman mit dem Eiskunstlauf. 1955 und 1956 gewann sie jeweils Silber bei den kanadischen Meisterschaften. Zwischen 1954 und 1956 belegte sie bei den Weltmeisterschaften dreimal in Folge den neunten Platz. Ebenfalls Neunte wurde sie im Einzel-Wettkampf bei den Olympischen Winterspielen 1956 in Cortina d’Ampezzo.
Von 1957 bis 1960 war sie als Trainerin beim Toronto Cricket Skating and Curling Club tätig. Später fungierte sie als Punktrichterin.
Für ihre Leistungen im Eiskunstlauf in verschiedenen Funktionen wurde Colman mit der Queen Elizabeth II Diamond Jubilee Medal ausgezeichnet.
Colman, die 1960 Jeremy M. Colman heiratete, hatte drei Kinder und starb am 26. Mai 2022 im Alter von 93 Jahren.